# Les sœurs Parker
Pour les articles homonymes, voir Parker.
Les sœurs Parker (nom original : The Dana Girls) sont les héroïnes d'une série américaine de trente-quatre romans pour la jeunesse intitulée Une enquête des sœurs Parker (The Dana Girls Mystery Stories), écrits entre 1934 et 1979 par Caroline Quine (Carolyn Keene en VO), nom de plume collectif de plusieurs écrivains travaillant pour la Stratemeyer Syndicate, une société écrivant des livres à la demande.
En France, 30 des 34 romans ont été publiés :
- de 1960 à 1963 par les éditions ODEJ dans la « collection J » (six titres)
- de 1966 à 1987 par Hachette dans la collection « Bibliothèque verte » (trente titres).

Quelques titres sont également parus dans la collection Bibliothèque de la jeunesse chez Hachette.
La série n'est plus éditée en France depuis 1987.

## L'auteur de la série
La créatrice de la série est Harriet Adams (1892-1982), la fille d'Edward Stratemeyer, patron de la compagnie Stratemeyer Syndicate, lequel avait déjà inventé la série Alice (Nancy Drew en VO).
Harriet Adams choisit d'utiliser le même nom d'auteur que pour la série Alice : Caroline Quine (Carolyn Keene en VO). C'est en fait un nom de plume collectif de divers auteurs. Les écrivains embauchés par la Stratemeyer Syndicate pour la rédaction des romans étaient liés par contrat à renoncer à tous droits sur leur travail et à garder secrètes leur collaboration et leur identité.
En 1980, à la suite d'un procès opposant le Stratemeyer Syndicate aux éditions Grosset & Dunlap, et grâce à la pression des fans américains qui cherchaient depuis longtemps à percer « le mystère Carolyn Keene », la véritable identité des auteurs est révélée au public : c'est d'abord Leslie McFarlane (1902-1977) qui écrit les quatre premiers volumes des Sœurs Parker (1934 à 1935). Quand il commence la rédaction du premier titre, Leslie McFarlane est déjà, depuis 1927, l'auteur de la célèbre série pour garçons Les Frères Hardy (The Hardy Boys). Peu inspiré par les personnages des sœurs Parker, Leslie McFarlane en abandonne l'écriture après le quatrième volume. Il sera remplacé par Mildred Wirt Benson (1905–2002), la première rédactrice de la série Alice, qui en écrit onze titres. Harriet Adams elle-même prend la relève.
Une enquête des sœurs Parker est considérée comme une version féminisée de la série pour garçons Les Frères Hardy, publiée aux États-Unis de 1927 à 1979, et en France à partir de 1959.

## Le thème de la série
La blonde et fougueuse Ann Parker (Louise Dana en VO) et sa brune et sérieuse sœur Liz (Jean en VO), âgées respectivement de seize et dix-sept ans, sont pensionnaires à Starhurst (Starhurst Academy en VO), un collège huppé pour jeunes filles. Orphelines depuis leur plus jeune âge, elles ont été recueillies par leur oncle célibataire, Dick Parker, un capitaine au long cours, et par leur tante, Harriet Parker, sœur du capitaine, également célibataire. Elles vivent désormais chez eux, à Rockville (Oak Falls en VO), en compagnie de Cora, la bonne, jeune femme gentille mais très maladroite.
La vie au collège Starhust s'avère mouvementée pour Ann et Liz : elles font face à toutes sortes de mystères, que ce soit au sein de leur pensionnat, au cours de leurs voyages ou durant les vacances scolaires. Malgré les manigances de la riche et perfide élève Laetitia Barclay (Lettie Briggs en VO) qui, par jalousie, ne cesse de leur mettre des bâtons dans les roues, Ann et Liz, intelligentes et espiègles, viennent toujours à bout de leurs enquêtes.

## Commentaire
Quand paraît cette nouvelle série aux États-Unis, en 1934, elle rencontre un succès honorable mais sans commune mesure avec celui d'une autre série créée quatre ans auparavant par la même société d'édition : Alice. Malgré la présence d'une bonne dose d'humour lié au personnage de Letty Barclay, peu de titres seront écrits (le 34e et dernier volume est publié en 1979).
Trois explications ont été avancées par les critiques américains d'œuvres pour la jeunesse pour expliquer pourquoi Une enquête des sœurs Parker n'a pas rencontré le succès escompté. La première, est que les auteurs, Leslie McFarlane et Mildred Wirt Benson, n'étaient pas enthousiasmés par le thème et par conséquent, étaient très peu inspirés. Tous deux étaient alors absorbés dans l'écriture de séries à succès (Les Frères Hardy pour Leslie McFarlane, Alice pour Mildred Wirt Benson). « Je n'ai jamais ressenti les mêmes affinités avec les sœurs Parker qu’avec Alice Roy », expliquait Mildred Benson. Quant à Leslie McFarlane, que la société Stratemeyer Syndicate suppliait de poursuivre la rédaction, proposant même d'augmenter son salaire, il disait : « Je préfère encore la famine. » Son antipathie envers la série découlait principalement de la gêne qu'il éprouvait à écrire sous un pseudonyme féminin.
La deuxième explication alléguée est que les sœurs Parker évoluent dans le cadre d'un pensionnat, un genre moins passionnant, déjà en désuétude dans les années trente, quand paraît la série. Enfin, Les Sœurs Parker aurait souffert de la compétition inégale avec la série Alice.
En France, Une enquête des sœurs Parker eut un succès honorable. Pour faire connaître cette nouvelle série aux jeunes lecteurs français, Hachette fait porter au livre La Villa du sommeil (1968) un bandeau publicitaire annonçant : « Les Enquêtes des sœurs Parker : une nouvelle série de Caroline Quine : Deux rivales pour la célèbre ALICE ».[pertinence contestée]

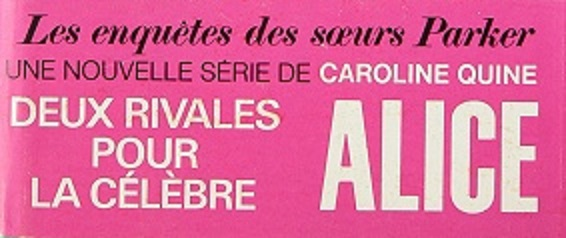
Bandeau publicitaire pour "La Villa du sommeil" (1968)

## L'entourage des sœurs Parker
- Laetitia Barclay (Lettie Briggs en VO), surnommée « Letty », est la riche et méchante camarade de pensionnat des sœurs Parker. Jalouse de la popularité et de l'intelligence des deux sœurs, elle ne cesse de leur tendre des pièges afin qu'elles soient renvoyées. Plus malignes que Letty, Ann et Liz déjouent avec humour les pièges de leur chipie de camarade. Cela donne toujours lieu à des scènes et des situations très cocasses.
- Ida Mason, amie et acolyte de Laetitia Barclay. Elle se contente de suivre Letty sans jamais prendre aucune initiative.
- Le capitaine Dick Parker (Ned Dana en VO), l’oncle célibataire de Liz et Ann. Jovial et rondouillard, il fume la pipe. Il est capitaine au long cours à bord du transatlantique « Le Balaska ».
- Harriet Parker, la douce tante célibataire de Liz et Ann. Elle est la sœur du capitaine Parker.
- Cora (Cora Appel en VO), la jeune bonne maladroite et distraite des Parker.
- Mme Randall (Mrs. Crandall en vo), la directrice du collège de Starhust. Stricte et très à cheval sur la discipline, elle est néanmoins compréhensive et conciliante envers les sœurs Parker lorsqu'il s'agit de les aider à résoudre des énigmes qui n'entravent pas leurs études scolaires.
- Evelyn Starr, camarade de pensionnat et amie des sœurs Parker. Le collège appartenait jadis à sa famille, aujourd'hui désargentée.
- Doris Harland, une autre camarade de pensionnat et amie des sœurs Parker.
- Ken Scott, étudiant et chevalier servant de Liz.
- Chris Barton (Jim Barton en VO), étudiant et chevalier servant d'Ann.

## Parution

### Aux États-Unis
Le premier volume de Une enquête des sœurs Parker paraît aux États-Unis en 1934, soit quatre ans après la sortie du premier titre de la série Alice. De nouveaux titres paraitront régulièrement jusqu'en 1968, avec une interruption de 1944 à 1952.

### En France

#### Dans laCollection J(éditionsODEJ)
De 1960 à 1963, six ans avant que Hachette ne publie le premier volume d'Une enquête des sœurs Parker dans la Bibliothèque verte, les éditions ODEJ éditent cinq titres de la série dans la « collection J » et un sixième et dernier titre dans la collection « Junior de poche » :
- 1960 : Le Secret du clocher
- 1960 : Le Secret du chalet suisse
- 1961 : Le Mystère de l’oiseau de bambou (paru chez Hachette sous le titre L’Oiseau de bambou)
- 1962 : Le Mystère de l’anneau de jade (paru chez Hachette sous le titre L’Anneau de jade)
- 1962 : Le Mystère de l’œil de rubis (paru chez Hachette sous le titre Le Rubis clignotant)
- 1963 : Le Secret du trésor perdu (collection Junior de poche. Paru chez Hachette sous le titre Le Secret des boucaniers)

Les noms de l'auteur, des personnages et du titre, ainsi que la traduction, diffèrent de ceux de la Bibliothèque verte. Ainsi, les deux héroïnes Ann et Liz y sont nommées respectivement Louise et Jeanne Dana, et le nom de l'auteur est orthographié Carolyn Keene, choix plus conformes aux noms originaux.
Trois illustrateurs se sont relayés : Piero Cattaneo, David Nardini et Naro Barbato.

#### Dans la collectionBibliothèque verte(Hachette)
Hachette reprend la publication en 1966 avec le titre Les Sœurs Parker trouvent une piste qui paraît dans la célèbre collection Bibliothèque verte.
Il existe trois variantes dans l'aspect des volumes :
- 1966 à 1980 (1re série) : le dos porte, au centre, une case avec le dessin stylisé de deux têtes superposées.
- 1980 à 1983 (2e série) : le dessin de la case centrale est remplacé par celui de deux bustes endormis au-dessus desquels figure une illustration qui résume l'intrigue.
- 1984 à 1987 (3e série) : le dos est strié de barres blanches en diagonales et la case centrale est déplacée vers le haut. Le format du livre est réduit en largeur.

L'unique illustrateur de la série est Philippe Daure. L'intégralité des couvertures qu'il a dessinées pour la série Une enquête des sœurs Parker est visible sur son site officiel.

## Liste des titres parus
Note : liste exhaustive chronologique avec, pour chaque volume, la date de la première édition aux États-Unis et en France (la liste suit l’ordre de parution américaine).